# Фернандес, Уго
У́го Ферна́ндес Франси́ско Марти́нес (исп. Hugo Francisco Fernández Martinez; род. 2 декабря 1997, Ньемби, Сентраль) — парагвайский футболист, атакующий полузащитник клуба «Олимпия» из Асунсьона.

## Клубная карьера
Фернандес — воспитанник клубов «Хенераль Диас» и «Олимпия». 15 апреля 2018 года в матче против столичного «Индепендьенте» он дебютировал в парагвайской Примере в составе последних. 8 мая 2019 года в поединке против «Хенераль Диас» Уго забил свой первый гол за «Олимпию». Летом 2021 года Фернандес на правах аренды перешёл в аргентинский «Дефенса и Хустисия». 18 июля в матче против «Уракана» он дебютировал в аргентинской Примере. 9 апреля 2022 года в поединке против «Тальерес» Уго забил свой первый гол за «Дефенса и Хустисия». По окончании аренды игрок вернулся в «Олимпию». В составе клуба он семь раз выиграл чемпионат.

## Достижения
Клубные
 «Олимпия» (Асунсьон)
- Победитель парагвайской Примеры (7) — Апертура 2018, Клаусура 2018, Апертура 2019, Клаусура 2019, Клаусура 2020, Клаусура 2022, Клаусура 2024